# Przełom (pismo NSZ)
Przełom – oficjalny organ prasowy Okręgu XII Podlaskiego Narodowych Sił Zbrojnych, wychodził w Siedlcach od 1 kwietnia 1943 r. do lipca 1944 r.
Początkowo pismo ukazywało się jako tygodnik, a od II poł. 1943 r. co 2 tygodnie. Było odbijane na  powielaczu, na luźnych kartkach formatu A4. Zawierało artykuły i komentarze dotyczące sytuacji wojennej i ideologii narodowej, przeglądy prasy polskiej i obcej, wiadomości lokalne, a czasami ukazywały się w nim także rozkazy Komendanta Głównego NSZ. Osobą odpowiedzialną za wydawanie pisma z ramienia Komendy Okręgu był Marian Krasuski. Członkami redakcji byli również profesorowie miejscowego liceum. W późniejszym okresie dołączył do jej składu lokalny przedstawiciel Grupy „Szańca”. Redakcja „Przełomu” od II poł. 1943 r. wydawała także w formie powielaczowej na jednej kartce formatu A4 „Komunikaty Codzienne” (od 9 października tego roku – „Komunikat Codzienny Przełomu”, a od 23-24 stycznia 1944 r. – "Komunikaty Codzienne Przełomu NSZ"), które uzupełniały podstawowe pismo o większą ilość informacji wojennych i politycznych.